# Due (efternavn)
 For alternative betydninger, se Due. (Se også artikler, som begynder med Due)
Due er et dansk og norsk efternavn. Det er et efternavn afledt af et dyrenavn.
Kendte personer med dette efternavn omfatter:
- Anders Due (1982), tidligere dansk professionel fodboldspiller
- Carina Due (1981), dansk skuespiller
- Carsten Due-Nielsen, dansk historiker
- Caspar Due (1600-tallet), friskyttekaptajn med eventuel herkomst fra Polen
- Frederik Due (1796−1873), dansk iværksætter og skribent
- Jens Due (død o. 1419), dansk rigshofmester
- Jesper Due (1944−2021), dansk sociologer
- Johannes Due (1949), dansk erhvervsleder
- Karina Due (1966), dansk politiker
- Kristen Nygaard Kristensen (født 1949), dansk tidligere fodboldlandsholdsspiller
- Louise Bager Due (1982), tidligere dansk håndboldmålmand
- Marc Nygaard (født 1976), dansk tidligere fodboldspiller
- Marius Nygaard (1838–1912), norsk filolog
- Merethe Due Jensen (1943), dansk politiker
- Ole Due (1931–2005), dansk dommer
- Otto Steen Due (1939–2008), dansk klassisk filolog
- Paul Armin Due (1870–1926), norsk arkitekt
- Steen Due (1898–1974), dansk ingeniør og landhockeyspiller
- Stefan Due Schmidt (1994), dansk inline- og skøjteløber